# Пад Новог Брда (1441)
Пад Новог Брда је историјски догађај османског заузимања Новог Брда, највећег рударског града Српске деспотовине, који се одиграо 27. јуна 1441. године. После османског напада на Србију 1439. године, током којег је заузета практично цела Деспотовина и после тромесечне опсаде престонице Смедерево, Ново Брдо се одржало у османском окружењу. Његова посада је у два наврата покушала да потуче Османлије у борбама у непосредној околини града, али је поражена:
- код Трипоља, недалеко од манастира Грачанице, 6. августа 1439. године, од снага предвођених Есе-бегом Авранезовићем;
- на Макрешу, 1440. године.

Османлије су током прве половине 1441. године заузеле Новобрдску варош, а посада тврђаве се држала до краја јуна, када се предала румелијском беглербегу Шехабедину. Током Дуге војне, услед продора хришћанских снага преко Ниша и Софије до Златице, крајем 1443. године, Ново Брдо је на кратко ослобођено, да би се, после склапања Сегединског мира и обнове Српске деспотовине 1444. године, поново нашло у саставу Србије.

## Опсада Новог Брда (1439—1441)
Османлије су почеле опсаду тврђаве, која се завршила предајом 21. јуна 1441. године, после двогодишње опсаде, током које су се становници Новог Брда упорно бранили, иако Србија више од годину дана није постојала и налазила се под османлијском окупацијом, а деспот Ђурађ очајнички покушавао да наговори Мађаре да крену у крсташки поход. Освајачи су га потом опљачкали и спалили.

## После опсаде
После успешног крсташког похода који је током 1443. и 1444. године продро све до Сердике и узнемирио цео Балкан, Српска деспотовина је обновљена Сегединским миром и Ново Брдо је, без борбе, враћено деспоту Ђурђу. У склопу вазалних обавеза деспота Ђурђа према османском султану, један одред коњаника и одељење копача тунела из Новог Брда су послати Мухамеду II (1451—1481) као испомоћ током његовог напада на Цариград који је окончан 29. маја 1453. године заузимањем града, током којег је у борбама погинуо последњи византијски цар Константин Драгаш (1449—1453) и сломом Византије. Међутим, већ наредне године Османлије су напале Ново Брдо и уз помоћ тешке артиљерије приморале опсађене да се 1. јуна 1455. године предају.